# 洪广化
洪广化（法語：Annet-Théophile Pinchon，1814年1月7日—1891年10月26日），巴黎外方传教会会士，川西代牧区主教（1861年5月6日-1891年10月26日）。

## 生平
1814年1月7日，洪广化出生在法国克勒茲省沙爾，1839年12月21日晋升司铎，1845年加入巴黎外方传教会。
1846年，洪广化神父来到中国传教。1859年4月23日，洪广化被任命为川西代牧区辅理主教，同年9月4日祝圣。1861年5月6日马伯乐主教去世，由洪广化继任。主教府设在彭县马桑坝，又在该县白鹿镇设立领报修院。
1861年，洪广化主教会同川东代牧區主教范若瑟（Eugène Jean Claude Desflèches）、西藏代牧區副主教蕭神父（Jean Charles Fage），一同共开出现在省会成都，乘坐多乘紫呢大轎，拜会署理四川總督崇實，根据中法北京條約，要求归还天主教在四川省的各处教产。
1891年10月26日，洪广化主教去世，享年77岁。继任者为杜杭。